# Ammonitische Sprache
Die ammonitische Sprache ist eine ausgestorbene semitische Sprache des kanaanäischen Sprachzweigs, die in der ersten Hälfte des 1. Jahrtausend v. Chr. vom Volk der Ammoniter nordöstlich des Toten Meeres im Umfeld von Amman gesprochen wurde. Textzeugnisse existieren vom 9. bis zum 5. Jahrhundert, danach wurde die Sprache offenbar durch das Aramäische verdrängt.

## Corpus
Da sich aufgrund der Ähnlichkeiten der übrigen kanaanäischen Sprachen eine Inschrift selten eindeutig als ammonitisch klassifizieren lässt, werden folgende Kriterien zur Einordnung von Inschriften verwendet:
- Herkunft: Kommt eine Inschrift aus dem allgemein den Ammonitern zugerechneten Gebiet, so kann sie mit einiger Wahrscheinlichkeit als ammonitisch angesehen werden. Dieses Kriterium entfällt jedoch für zahlreiche Siegel, die aus dem Kunsthandel stammen und deren Herkunft damit unklar bleibt. Aber auch bei Funden aus kontrollierten Grabungen bleibt der ammonitische Charakter offen, da selten eindeutig ist, ob die Fundstelle der ammonitischen Einflusssphäre zugerechnet werden darf. Sicherheit besteht allenfalls für die Inschriften aus Amman.
- Paläographie: Dieses Kriterium beruht auf der Annahme, dass es eine ammonitische „National“schrift gegeben habe. Während Joseph Naveh die These vertritt, dass die Ammoniter lediglich eine regional eingefärbte Variante der aramäischen Schrift benutzt hätten,[1] betonen Frank Moore Cross und seine Schüler,[2] dass sich ab der Mitte des 8. Jahrhunderts v. Chr. eine eigenständige Entwicklung der ammonitischen Schrift feststellen lasse. Diese Entwicklung ende erst Mitte des 6. Jahrhunderts mit der Ablösung des Neubabylonischen Reiches durch die persischen Achämeniden und der damit zusammenhängenden Ausbreitung der aramäischen Sprache als Lingua franca des Nahen Ostens. Die ersten und die letzten als ammonitisch angesehenen Texte sind demnach in aramäischer Schrift geschrieben.
- Ikonographie: Im Vergleich zum vorhergehenden Kriterium ist es noch komplizierter, eine eigenständige ammonitische Ikonographie deutlich zu unterscheiden.
- Onomastik: Als typisch ammonitisch angesehen werden Namen, die das theophore Element Milkom, welcher biblisch als Hauptgott der Ammoniter galt, enthalten. Sprachlich lassen sich im Onomastikon eventuell auch arabische Einflüsse erkennen.[3] Neuere Forschungen haben aber insgesamt gezeigt, wie unsicher nationale Zuordnungen aufgrund der Namengebung sind.
- Sprache: Da die Eigentümlichkeiten der ammonitischen Sprache zunächst aus einem als ammonitisch klassifizierten Corpus zu erheben sind, ist auch dieses Kriterium nur begrenzt verwendbar.

Die genannten Unsicherheiten haben einzelne Forscher dazu geführt, ammonitisch lediglich als kanaanäischen Dialekt oder Abart der hebräischen Sprache zu sehen. Aus der Kombination aller Kriterien lassen sich jedoch einige Texte mit gewissen Wahrscheinlichkeiten als ammonitisch verstehen. Nach dem von Walter Aufrecht eingeführten System werden diese Texte mit dem Kürzel CAI versehen und dem Funddatum entsprechend chronologisch durchnummeriert. Derzeit liegen ca. 300 ammonitische Texte vor, die meisten davon sind allerdings kurze Siegelinschriften, die lediglich den Namen des Besitzers, dessen Patronym und eventuell seine Funktion nennen. Einige Siegel enthalten lediglich Alphabetanfänge. Daneben existieren einige Inschriften auf Ostraka oder Metall (Tell Siran-Inschrift), aber nur wenige Monumentalinschriften auf Stein (Amman Citadel Inscription und Amman Theater Inscription).

## Sprachliche Merkmale

### Phonologie
Phonologisch scheint sich das Ammonitische weitgehend wie die übrigen kanaanäischen Sprachen zu verhalten. Die protosemitischen Interdentale (t’, θ und ð) werden im Schriftbild durch die korrespondierenden Sibilanten /ṣ/ [(t)s’] (צ), /š/ [ʃ] (ש), /z/ [z] (ז) wiedergegeben. Unsicherheit besteht allerdings bezüglich der Realisierung des /š/. Belegt ist die Assimilation des Nun.
Schwieriger ist es, Aussagen über Vokale zu treffen, da diese im Schriftbild in der Regel nicht wiedergegeben werden. Es scheint, dass der Diphthong *aj bereits vollständig zu *ē oder *ī kontrahiert wurde, während *aw noch als Diphthong erhalten bleibt.

### Morphologie
Das bisher bezeugte Personalpronomen der 2. Person Singular maskulin ʾt, dessen Suffixform -k sowie das Suffix der 3. Person Singular maskulin -h unterscheiden das ammonitische nicht von den übrigen kanaanäischen Sprachen, ebenso wenig das Interrogativpronomen m und der Artikel h-.
Die maskuline Pluralendung bei Substantiven lautet auf -m (moabitisch dagegen -n). Der Status constructus wird in der Orthographie nicht wiedergegeben. Dies spricht dafür, dass die zu vermutende Grundform mit auslautendem *aj bereits der Monophthongierung zu *ē oder *ī unterliegt. Der weibliche Singular geht auch im Status absolutus auf -at (hebräisch -ā), der Plural auf -ōt.
Auffällig ist bei Verben das erhaltene -n im Imperfekt (Jussiv) der 3. Person Plural maskulin. Das Kausativpräfix lautet h- (phönizisch j-, aramäisch später ʾ-).

### Syntax
Da die erhaltenen Texte nur kurz sind, lässt sich über die Syntax kaum etwas aussagen. Im Hauptsatz steht das Verb zu Beginn. Bezeugt sind ferner Figurae etymologicae oder die Wiederholung der Präposition bei Substantivketten.

### Lexikon
Am Lexikon werden die Unterschiede zum Aramäischen und Phönizischen deutlich. So lauten die ammonitischen Worte für Sohn bn und Tochter bt, während aramäisch br und brt hat. Die Wurzeln für „geben“ ist ntn, während das Phönizische jtn benutzt. Allerdings lautet das Relativpronomen ʾš, was lediglich das Phönizische teilt, während das Hebräische und das Moabitische ʾšr verwenden. Eine ammonitische Isoglosse könnte die Verwendung der Wurzel ʿbd in der Bedeutung „tun, machen“ betreffen, wo das Phönizische pʿl benutzt und das Hebräische ʿśh. Die Personennamen zeigen eventuell eine Nähe zum Arabischen, diese Position ist aber umstritten.